# David Augustin de Brueys
David-Augustin de Brueys (Ais de Provença, 1640 – Montpeller, 25 de novembre de 1723) va ser un teòleg i dramaturg francès. La seva família era calvinista i ell va estudiar teologia. Després d'escriure una crítica a l'obra de Jacques-Bénigne Bossuet, es va convertir al catolicisme de la mà de Bossuet, i més endavant va esdevenir sacerdot. Després de la seva conversió, es va comprometre activament en la propagació de la fe catòlica. També es dedicà juntament amb Palaprat a l'edició d'obres teatrals.

## Obres
Les obres de David-Augustin de Brueys van ser les següents:
- Asba
- Les Quiproquos
- Le Concert Ridicule, 1689
- Le Secret Reve, 1690
- Le Grondeur, 1691
- Le Muet, 1691
- L'Important de Cour, 1693
- Le Sot toujours sot ou le Marquis (Baron) paysan, 1693
- La Force du Sang, 1693
- La Belle Mere, 1693
- Les Empiriques, 1697
- Gabinie, 1699
- L'Avocat Patelin, 1706
- L'Opiniatre, 1722